# Reds Traum
Reds Traum ist ein vierminütiger, animierter Kurzfilm, der 1987 von Pixar produziert wurde. Es ist Pixars einziger Film, der auf dem Pixar Image Computer erstellt wurde und der erste, der einen organischen Charakter enthält.

## Handlung
In einer verregneten Nacht steht ein rotes Einrad, genannt Red, in der Sonderangebotsecke von Eben’s Bikes, einem Fahrradgeschäft. Während die Kamera auf Red heranfährt, scheint sich der Regen in einen Trommelwirbel zu verwandeln und die Szene wechselt zu dem Clown Lumpy, der auf Red unter mäßigem Applaus in eine Zirkusarena fährt. Lumpy beginnt mit drei Bällen zu jonglieren, lässt aber ab und zu einen Ball fallen, der dann unerklärlicherweise zu ihm zurückgespielt wird. Bei einem besonders weit fehlgeworfenen Ball wird klar, dass das Einrad die Jonglage gerettet hat. Der Clown stürzt zu Boden, als er bemerkt, dass er praktisch in der Luft reitet, aber Red fängt die übrigen fallengelassenen Bälle auf und bringt die Nummer unter tosendem Applaus zu Ende. Doch dann verwandelt sich das Klatschen wieder in das Geräusch des Regens und Red wacht aus seinem Traum auf. Deprimiert kehrt er in die Ecke mit den Sonderangeboten zurück.

## Besonderheiten
John Lasseter bezeichnet den Kurzfilm scherzhaft als aus Pixars Blauer Periode, aufgrund der traurigen Grundstimmung und dem fehlenden Happy End. Es gibt einige Referenzen auf frühere Kurzfilme von Pixar: André aus Die Abenteuer von André und Wally B. befindet sich auf dem Zifferblatt der Uhr im Fahrradladen und an Die kleine Lampe erinnern Luxo auf dem Schreibtisch und der Boden der Zirkusarena in der Traumsequenz. Der Laden ist nach Eben Ostby benannt, einem Mitarbeiter von Pixar und begeistertem Radfahrer. Technisch gesehen enthält der Kurzfilm viele Verbesserungen im Bereich der Computeranimation. Der Pixar Image Computer verkürzte mit der verwendeten Rendering-Software ChapReyes die Berechnungen der einzelnen Frames um den Faktor 18. Ein herkömmlicher Computer dieser Zeit hätte für die Berechnung der knapp zweiminütigen Traumsequenz etwa 9 Monate benötigt. Reds Traum wurde auf der SIGGRAPH 1987 sowie auf der Tiny-Toy-Stories-VHS-Kassette veröffentlicht.

## Auszeichnungen
- 1988: Prix Ars Electronica – Goldene Nica[4]